# Pulchrinodus inflatus
Pulchrinodus inflatus là một loài Rêu trong họ Pterobryaceae. Loài này được (Hook. f. & Wilson) B.H. Allen miêu tả khoa học đầu tiên năm 1987.